# Philippe Colin (cyclisme)
Pour les articles homonymes, voir Philippe Colin et Colin.
Philippe Colin, né le 13 novembre 1983 à Curepipe, est un coureur cycliste mauricien.

## Biographie
Né dans une famille franco-mauricienne, Philippe Colin commence à se consacrer au cyclisme à l'âge de treize ans. 
En 1997, il devient champion de Maurice sur route en catégorie minimes (moins de 15 ans). Il remporte ensuite à deux reprises ce titre chez les cadets (moins de 17 ans). Dans les années 2000, il brille principalement dans des courses nationales à Maurice. Il obtient également une médaillé d'argent au contre-la-montre par équipes des Jeux des îles de l'océan Indien en 2003, avec la délégation mauricienne.  
En 2017, il devient champion de Maurice sur route chez les seniors. Il se retire finalement des compétitions cyclistes en 2018, avec comme nouveau projet de devenir alpiniste.

## Palmarès
| - 1997 - Champion de Maurice sur route minimes - 1998 - Champion de Maurice sur route cadets - 1999 - Champion de Maurice sur route cadets - 2003 - Médaillé d'argent du contre-la-montre par équipes aux Jeux des îles de l'océan Indien - 3e du championnat de Maurice du contre-la-montre - 3e du championnat de Maurice sur route juniors - 2005 - HSBC Maiden Race - Mémorial Percy Hart - Trophée des grimpeurs - Week-end Challenge Cup - 3e du championnat de Maurice sur route - 2007 - CSSC Challenge Cup - Frezza Challenge Cup - 3e du championnat de Maurice du contre-la-montre | - 2013 - 2e du championnat de Maurice du contre-la-montre - 2014 - Grand Prix FMC - 3e du championnat de Maurice du contre-la-montre par équipes - 2015 - Champion de Maurice du contre-la-montre par équipes - 2e du championnat de Maurice sur route - 2016 - Champion de Maurice du contre-la-montre par équipes - Grand Prix Terra - 3e du championnat de Maurice du contre-la-montre - 2017 - Champion de Maurice sur route - Champion de Maurice du contre-la-montre par équipes - Circuit de Riche-en-Eau - 1re étape de la Piña Colada Classic - Mémorial Robert Brousse (avec Grégory Lagane) - 3e du championnat de Maurice du contre-la-montre |

## Classements mondiaux
| Année           | 2015 |
| --------------- | ---- |
| UCI Africa Tour | 65e  |